# Dorje Rinchen
Dorje Rinchen (1819-1867) was van 1843 tot 1845 de vierendertigste sakya trizin, de hoogste geestelijk leider van de sakyatraditie in het Tibetaans boeddhisme.